# Pallamano Trieste
Le Pallamano Trieste est un club de handball situé à Trieste en Italie, à proximité de la frontière italo-slovène
Il s'agit du club le plus titré d'Italie avec 17 Championnats remportés entre 1976 et 2002.

## Palmarès
- Championnat d'Italie (17) : 1976, 1977, 1979, 1981, 1982, 1983, 1985, 1986, 1990, 1993, 1994, 1995, 1996, 1997, 2000, 2001 et 2002
- Coupe d'Italie (6) :  1987, 1993, 1995, 1999, 2001 et 2002
- Coupe de Ligue (1) : 2004-05

## Personnalités liées au club
- Slobodan Kuzmanovski : de 1997 à 1998
- Eremia Pîrîianu : de 1999-2001
- Petru Pop : de 2000 à 2003
- / Michele Skatar : de 2004 à 2006
- / Tin Tokić : de 2003 à 2009